# 4298 Jorgenúnez
A 4298 Jorgenúnez (ideiglenes jelöléssel 1941 WA) a Naprendszer kisbolygóövében található aszteroida. Polit I. fedezte fel 1941. november 17-én.